# Georg Achen
Georg Nicolai Achen (født 23. juli 1860 i Frederikssund, død 6. januar 1912 på Frederiksberg) var en dansk maler. Han var søn af købmand i Assens, senere apoteker i Frederikssund og Hillerød Eggert Christoffer Achen og Johanne Georgine Wilhelmine Cecilie Tryde og bror til Eggert Achen.
Uddannelse
Georg Achen gik i Schneekloths Skole, hvor han var elev af tegnelæreren Niels Christian Kierkegaard, som var en kunstnerisk begavet mand, der gav Aachen lyst til at forsøge sig som udøvende kunstner. Senere stiftede han nært bekendtskab med Vilhelm Kyhn. Han kom 1877 i lære som dekorationsmaler hos Ernst Schmiegelow, hvor han blev blev svend i 1880. På foranledning af Kyhn søgte han Kunstakademiet, hvor han blev optaget i januar 1877. Han tog afgangseksamen i marts 1883 og gik samme år til undervisning på Kunstnernes Frie Studieskoler hos P.S. Krøyer.
Udstillinger
Sit første maleri udstillede han i vinteren 1882. Senere fulgte en række landskaber og figurbilleder, af hvilke Syge paa Skt. Helenas Grav 1889 indbragte ham Mention honorable på Parisersalonen i forbindelse med Verdensudstillingen. I det følgende forår blev han tilkendt Akademiets udstillingsmedaille for et udmærket portræt, der blev købt af Den kgl. Malerisamling. 
I 1891 fik han i Berlin rosende omtale for to portrætter, og snart herefter blev han en af landets mest populære portrætmalere. Af Achens senere portrætter er flere af betydelig værdi, fordi han udviklede sin iagttagelsesevne og fandt en finere formgivning og varmere kolorit, især i uformelle portrætter af venner og familie.
Trods sin succes som portrætmaler og tillidshverv inden for den etablerede kunstinstitution, sluttede Achen sig 1897 til Den Frie Udstilling. Men denne var mødt med en vis skepsis blandt malerens potentielle kunder, der ofte tilhørte det konservative borgerskab, og bl.a. i konsekvens heraf forlod han sammenslutningen i 1902 og vendte tilbage til Charlottenborg.
Han blev gift 25. april 1886 på Frederiksberg med Ane Cathrine Elisabeth Thiele (13. juli 1857 i København – 4. oktober 1919 sst.), datter af bogtrykker Johan Rudolph Just Felix Thiele og Hanne Jacobine Scheel. Georg Achen boede i en villa på Lindevangs Allé 11 på Frederiksberg, tegnet 1885 af Martin Nyrop. Han er urnebegravet på Bispebjerg Kirkegård.

## Udvalgte værker
- Selvportræt (1876, De Buhlske Stuer, Randers)
- Modelfigur (ca. 1880, Randers Kunstmuseum)
- Studie af gammel Kone, der læser (1886)
- Allé i Søndermarken (1889, De Buhlske Stuer, Randers)
- Forfatterinden Amalie Skram (1890, sammesteds)
- Johanne Achen, kunstnerens Moder (1890, Thorvaldsen Medaillen, Statens Museum for Kunst)
- Maleren Karl Jensen (1890, Den Hirschsprungske Samling)
- Bondestue fra Refsnæs (1891, Aarhus Kunstmuseum)
- Vilhelm Hammershøi (Frederiksborgmuseet, portrætskitse benyttet til altertavlen Den gode Hyrde fra 1892, tidligere i Lem Kirke)
- Interiør med Kunstnerens Hustru og Barn (1892, Statens Museum for Kunst)
- Fra Hallands Väderö (1892, Randers Kunstmuseum)
- Professorinde Bindesbøll (1893, sammesteds)
- Provst E. Høyer Møller (1894, Frederiksborgmuseet)
- Portræt af Musiker Rasmussen (1895, Nationalmuseum, Stockholm)
- Soffy Walleen (1895, Teatermuseet)
- Vilhelm Beck (1895, Frederiksborgmuseet)
- Karl Mantzius (1896, sammesteds)
- Johanne (1896, De Buhlske Stuer, Randers)
- Læsende Dame (1897, Ribe Kunstmuseum)
- Musiker Rasmussen (1898, Den Hirschsprungske Samling)
- Landskab ved Kalundborg (1898, Randers Kunstmuseum)
- Fra Kløften ved Bækkelund, Hald (1900, Nordjyllands Kunstmuseum)
- Det gule Chatol (1901, Brandts - Museum for kunst & visuel kultur)
- Interiør (1901, Luxembourg-museet, Paris)
- En sjællandsk eng (1902, Museet på Sønderborg Slot)[1]
- Morgensol i Korridoren i Liselund (1903, Randers Kunstmuseum)
- Drømmevinduet i det gamle Liselund Slot (1903, Aarhus Kunstmuseum)
- Marklandskab (1903)
- Sengen i "Lisas Soveværelse", Liselund (1904, De Buhlske Stuer, Randers)
- Komponisten Johan Svendsen (1908, Det Kongelige Teater)
- Martssol, Lindevangen (1911, De Buhlske Stuer, Randers)
- Tordenvejr ved Solnedgang (Museum Krefeld)
- Flere værker i De Buhlske Stuer, Randers; Randers Kunstmuseum; Aarhus Kunstmuseum; Den Hirschsprungske Samling; Medicinsk-Historisk Museum; Teatermuseet; Kobberstiksamlingen; Frederiksborgmuseet; Varde Museum; Museum Krefeld; Nationalmuseum, Stockholm.

## Billeder
| - Værker af Georg Nicolai Achen - Gadeparti med en kvinde og en mand i samtale, 1889 - Johanne Achen, født Tryde, kunstnerens mor, 1890 - Amalie Skram, ca. 1890 - Interiør med kunstnerens hustru og barn, 1892 - Mor, datter og barnebarn strikker, 1897 - Læsende dame, 1897 - Dame siddende foran et espalier i en have, 1898 - Interiør, 1901 - Fra et hjørne af stuen, 1901 - Kvinde med håndarbejde, 1902 - Interiør fra Liselund Slot, 1903 - Landskab, 1904 - Interiør i eftermiddagssol, 1905 - Interiør, 1907 - Interiør med en ældre kone, der strikker ved bilæggerovnen Mellem 1878 og 1912 - Portræt af kunstnerens hustru. Mellem 1880 og 1912 |